# Nikolai Sergejewitsch Korotkow

Nikolai Sergejewitsch Korotkow (1874–1920)

Nikolai Sergejewitsch Korotkow (russisch Николай Сергеевич Коротков); (* 14. Februarjul. / 26. Februar 1874greg. in Kursk; † 14. März 1920 in Petrograd) war ein russischer Arzt und Chirurg. Er verbesserte die Blutdruckmessmethode nach Riva-Rocci.

## Familie
Korotkow stammte aus einer Kaufmannsfamilie russisch-orthodoxen Glaubens und verbrachte seine Kindheit in Kursk. Seine Frau Jelena, die ihn als Krankenschwester des Roten Kreuzes nach China und in die Mandschurei begleitete, überlebte ihn um mehr als 20 Jahre und starb während der Leningrader Blockade durch deutsche Truppen 1941. Sein Sohn Sergei Korotkow starb im Jahr 1978.

## Ausbildung und Beruf
In Kursk besuchte Korotkow das Knabengymnasium, nach dessen Abschluss er 1893 an die medizinische Schule der Universität Charkow (heute Ukraine) überwechselte. Schon nach einem Jahr verließ er Charkow, um 1895 an der medizinischen Fakultät der Universität Moskau die Ausbildung fortzusetzen. Nach einem Prädikatsexamen (cum laude) erhielt er 1898 das ärztliche Diplom.
In den Jahren 1898 bis 1900 arbeitete er als Assistent (swerchschtatny) von Alexander Bobrow (1850–1904) an der chirurgischen Klinik der Universität Moskau und sicherte seinen Lebensunterhalt durch ärztliche Privatpraxis. Anlässlich des Boxeraufstandes ging Korotkow mit der russischen Armee in den Fernen Osten, nach China. Unter Alexinski, einem Kollegen der Moskauer Klinik, versorgte er gemeinsam mit dem Schwesternorden des Roten Kreuzes (Iwerskaja obschtschina) Verwundete der Kämpfe. Dann reiste er mit der Transsibirischen Eisenbahn nach Wladiwostok, wo er mit dem Orden der Heiligen Anna für „den außergewöhnlichen Eifer und die Hilfsbereitschaft für kranke und verwundete Soldaten“ ausgezeichnet wurde. Auf dem Seeweg durch den Indischen Ozean, den Sueskanal und das Schwarze Meer kehrte er in seine Klinik nach Moskau zurück.
1903 wurde Sergei Fjodorow, ehemaliger Assistent Bobrows, als Professor für Chirurgie an die Militärakademie Sankt Petersburg berufen und übertrug Korotkow nun die Organisation der Frauenstation der chirurgischen Klinik, ermöglichte ihm das erste (1903 Theorie und Praxis) und zweite (1904 Theorie) Promotionsexamen.
Während des Russisch-Japanischen Krieges (1904–1905) übernahm Korotkow die Funktion des leitenden Chirurgen zunächst der Zweiten Sankt-Georg-Lazaretteinheit der Russischen Rotkreuzgesellschaft, dann als Chirurg des Ersten Allgemeinen Krankenhauses in Harbin (Mandschurei); seine Frau reiste als Krankenschwester des Roten Kreuzes mit. Hier organisierte er die Versorgung der Kriegsverwundeten und begann sich verstärkt für Gefäßverletzungen und Gefäßchirurgie zu interessieren – die verwendete neue Hochgeschwindigkeitsmunition verursachte häufig arterielle Gefäßverletzungen.
Während Korotkow noch an seiner Dissertation arbeitete, übernahm er 1908/1909 eine Stellung als Arzt und Chirurg im sibirischen Witim-Oljokma-Bergbaubezirk. 1910 promovierte er erfolgreich an der Kaiserlichen Militärakademie für Medizin in Sankt Petersburg mit seiner gefäßchirurgischen Arbeit. Anschließend verpflichtete er sich wieder als Chirurg für die Bergarbeiter des Bergbauunternehmens Lena Goldfields Ltd. bei Bodaibo. Hier wurde er 1912 Zeuge der Erschießung mehrerer Hundert unbewaffneter streikender Bergarbeiter durch zaristisches Militär, das so genannte „Lena-Massaker“.
Korotkow arbeitete dann erneut in Sankt Petersburg und übernahm während des Ersten Weltkrieges die chirurgische Abteilung einer Hilfseinrichtung für verwundete Soldaten in Zarskoje Selo. Später wurde er Chefarzt des Metschnikow-Krankenhauses in Petrograd und arbeitete dann im Krankenhaus am Sagorodny-Prospekt.

## Leistungen

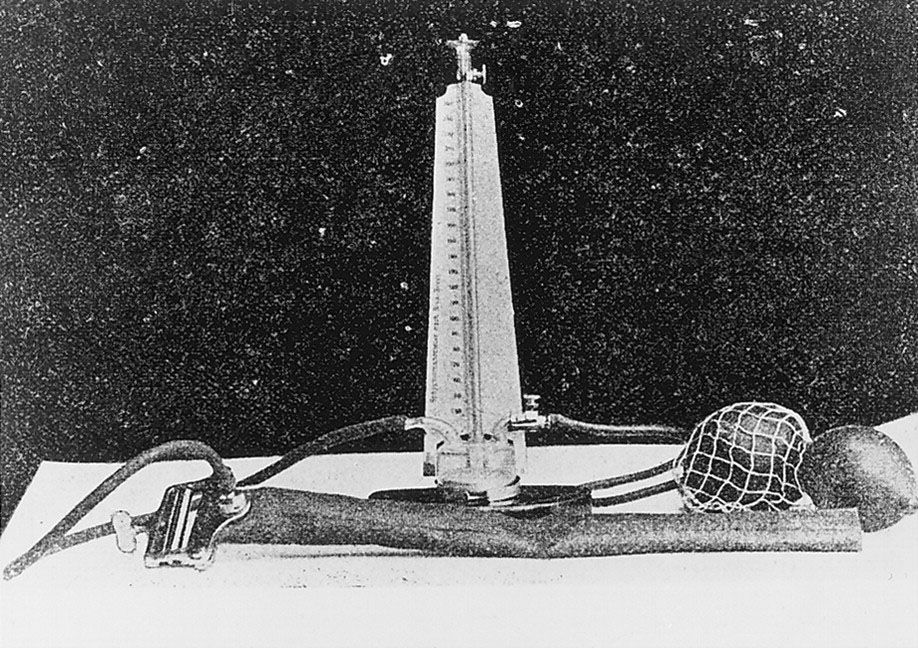
Von Korotkow entwickeltes Blutdruckmessgerät

Korotkow dokumentierte 44 Behandlungen von Patienten mit arteriellen oder arteriovenösen Aneurysmen, die die Grundlage seiner Doktorarbeit waren. Dabei benutzt er die Lehre eines der bekanntesten russischen Ärzte, Nikolai Pirogow (1810–1881), der auskultatorische Geräusche über vaskulären Tumoren oder arteriovenösen Fisteln beschrieben hatte, die verschwanden, wenn man den arteriellen Zufluss am betroffenen Glied durch Okklusion (z. B. mit der von Scipione Riva-Rocci beschriebenen Blutdruckmanschette) unterband. Experimente mit Manschette und Stethoskop führten Korotkow schließlich zur Entdeckung systolischer und diastolischer Geräusche bei absinkendem Kompressionsdruck. Nach Moskau zurückgekehrt berichtete Korotkow am 8. November 1905 über die Wahrnehmung von Geräuschen bei auskultatorischer Blutdruckmessung und stellte seine Messmethode vor. Am 13. Dezember erschien eine weitere Mitteilung Korotkows zur Blutdruckmessung, in der er Ergebnisse von Tierversuchen mitteilte, wonach die wahrgenommenen Geräusche lokalen und nicht kardialen Ursprungs seien. Diese Berichte verursachten eine lebhafte und kritische Diskussion über die Ursachen des Phänomens, die neue Methode wurde in Russland bald aufgegriffen und mehrfach experimentell bestätigt. Das Geräusch, das bei der Verwirbelung des Blutes beim Messen des Blutdrucks entsteht, wird als Korotkow-Geräusch bezeichnet.
Zur Auskultation verwendete Korotkow ein Phonendoskop bzw. ein binaurales Kinderstethoskop. Unter Phonendoskop verstand er ein binaurales Stethoskop mit einem Doppelmembran-Bruststück (1898 von Bianchi beschrieben), im Gegensatz zu den gebräuchlichen, monauralen hölzernen Stethoskopen vom Laënnec-Typus (ein Instrument dieser Art erschwerte die von Korotkow vorgeschlagene auskultatorische Methode). Der systolische Wert wird nach Korotkow bei einsetzenden Klopfgeräuschen, der diastolische Druck bei Verschwinden der Geräusche abgelesen. Zur Messung selbst verwendete er eine Riva-Rocci-Manschette und ein Quecksilbermanometer.
Der Nachweis der ausreichenden kollateralen Blutversorgung bei Gefäßverletzungen an einer Extremität gelang Korotkow erstmals mit der von ihm entdeckten auskultatorischen Blutdruckmessung, dieser Nachweis wird klinisch auch als Korotkow-Zeichen bezeichnet.

## Werke
- Chirurgitscheskaja diagnostika, Übersetzung ins Russische Diagnostik der chirurgischen Krankheiten (von Eduard Albert). 1901
- On methods of studying blood pressure. Bull Imperial Acad Med (St. Petersburg) 4 (1905) 365
- Contribution to the methods of measuring blood pressure; second preliminary report 13 December 1905. Wratschebnaja Gaseta 5 (1906) 128, 10 (1906) 278
- On the problem of the methods of blood pressure research. Izv Voenno-Med Akad 11 (1905) 365, 12 (1906) 254
- Experiments for determining the efficiency of arterial collaterals. Stremeannaia, 12. PP Soykine, St. Petersburg 1910